# Институти Макс Планк
Дружеството за научни изследвания „Макс Планк“ (на немски: Max-Planck-Gesellschaft zur Förderung der Wissenschaften Eingetragener Verein, MPG), накратко Дружество „Макс Планк“, също Институти „Макс Планк“ или само Макс Планк, е германска независима нестопанска организация, обединяваща изследователски институти, финансирани от федералното и държавно управление в Германия.
Седалището на организацията е в Берлин, а централата ѝ е в Мюнхен.
Около 80 изследователски института на дружество „Макс Планк“ извършват научни изследвания от обществен интерес в областта на естествените, обществените и социални науки, изкуствата и хуманитаристиката. В тези институти са заети над 13 000 души на постоянен щат, включително 4700 учени, плюс 11 000 нещатни и гостуващи учени.

## История
Организацията е учредена през 1911 г. като Дружество „Кайзер Вилхелм“ (Kaiser-Wilhelm-Gesellschaft, KWG). През 1948 г. дружеството се преименува по името на своя предходен директор (1930-37) Макс Планк на Дружество „Макс Планк“ (Max-Planck-Gesellschaft, MPG).